# Michele Sidonio
Michele Sidonio (nato Michael  Helding; Langenenslingen, 1506 – Vienna, 30 settembre 1561) è stato un teologo e vescovo cattolico tedesco, conosciuto con l'appellativo di Sidonius.

## Biografia
Figlio di un mugnaio, nell'autunno del 1525 entrò all'Università di Tubinga. A Pentecoste del 1527 ottenne il baccellierato e a Natale del 1528 conseguì la licenza in teologia. Divenne lettore a Magonza, dove ebbe il rettorato della Domschule (scuola della cattedrale) nel 1531. Li iniziò il suo stretto contatto con l'umanesimo durato per il resto della sua vita. Dopo essere stato ordinato sacerdote, collaborò con il cardinale Alberto di Hohenzollern al Duomo di Magonza dal 1533 in poi.
Il 18 ottobre 1537 venne indicato come vescovo ausiliare e ordinato il 4 agosto dell'anno seguente. Fu vescovo titolare di Sidone. Nel 1543 si laureò in teologia. Fu delegato, nel periodo 1540-1541 alla Dieta di Worms e nel 1546 alla Dieta di Ratisbona. Partecipò anche al Concilio di Trento. Alla Dieta di Augusta, del 1547-48, fu coautore dell'Interim di Augusta, che disegnò le aspre polemiche tra Mattia Flacio Illirico e altri protestanti. Nel dicembre 1550 divenne il successore del protestante Giorgio III di Anhalt-Dessau come ultimo vescovo cattolico di Merseburg. Fu presente al Concilio di Augusta nel 1555 e nell'autunno del 1557 ai Colloqui di Worms, dove le sue domande causarono dei conflitti interni tra teologi luterani. Nel 1561 Ferdinando I lo nominò capo del Consiglio Imperiale a Vienna, dove si spense quello stesso anno.
Sidonio viene considerato uno dei più rilevanti proponenti della controriforma cattolica, che usò discorsi e scritti per mantenere unita la cristianità contribuendo attivamente a quella che vedeva come una necessaria riforma della Chiesa cattolica. Egli rimase fedele al cattolicesimo, ma fu amichevole riformatore e tollerante verso i protestanti e le altre fedi.

## Genealogia episcopale
La genealogia episcopale è:
- Vescovo Dietrich von Bülow
- Cardinale Albrecht von Brandenburg
- Vescovo Michael Helding

## Opere
- Katechismus (Magonza, 1551)
- Predigten (Dillingen, 1551)